# (12062) Tilmanspohn
(12062) Tilmanspohn est un astéroïde de la ceinture principale.

## Description
(12062) Tilmanspohn est un astéroïde de la ceinture principale. Il fut découvert le 24 mars 1998 à Caussols par le projet ODAS. Il présente une orbite caractérisée par un demi-grand axe de 2,57 UA, une excentricité de 0,20 et une inclinaison de 6,3° par rapport à l'écliptique.